# Шульги
Шульги́ —  село в Україні, в Комишнянській селищній громаді Миргородського району Полтавської області. Населення становить 299 осіб. Орган місцевого самоврядування — Комишнянська селищна рада.

## Географія
Село Шульги примикає до сіл Булуки і Ступки. По селу протікає пересихаючий струмок з загатою.

## Об'єкти соціальної сфери
- Школа І-ІІ ст.

## Шульги на відео
- Шульги